# Bèzec
Bèzec va ser una ciutat cananea al sud de Jerusalem.
Segons el Llibre dels Jutges, La tribu de Judà va demanar a la tribu de Simeó que anessin amb ells a combatre plegats els cananeus, que ocupaven el territori que Josuè els havia assignat. Van començar la lluita i Jahvè va posar a les seves mans els cananeus i els perizites. En van matar deu mil a Bèzec. Al front dels cananeus hi havia el rei Adoní-Bèzec, contra el que van combatre. Adoní-Bèzec va intentar de fugir, però el van perseguir i el van capturar. Li van tallar els dits polzes de les mans i dels peus. «Llavors Adoní-Bèzec va dir: Setanta reis, amb els polzes de les mans i dels peus tallats, recollien les engrunes que queien de la meva taula. Ara Déu em paga tal com jo havia fet». Els israelites es van endur el rei a Jerusalem, on va morir.